# Домашняя плита (Марс)
Домашняя плита (англ. Home Plate) —  плато размером около 90 м, находящееся на холмах Колумбия, на планете Марс. Координаты центра — 14°36′ ю. ш. 175°30′ в. д. / 14,6° ю. ш. 175,5° в. д.. Неофициально названо в честь площадки в бейсболе под названием «домашняя база», из-за схожести по форме.
Домашняя плита является слоистым скальным обнажением. Плато было тщательно изучено марсоходом «Спирит», начиная с 2006 года. «Спирит» застрял (забуксовал) в рыхлых слоях грунта на северо-восточной части плато. Это место является последним пристанищем ровера, последний сеанс связи с которым состоялся 22 марта 2010 года.

## Исследование
«Спирит» прибыл к Домашней плите 7 февраля 2006 года (744 сол — марсианские сутки) и сразу же завершил научные исследования своим манипулятором, так как по необходимости он перешёл в режим низкого потребления энергии из-за её нехватки. На 1126 сол, «Спирит» возобновил научную деятельность. «Спирит» провёл свою третью марсианскую зиму на северном крае Домашней плиты.

## Происхождение
Ученые предполагают, что Домашняя плита является следствием взрывов вулканической лавы. Плато окружено залежами базальтовой руды, которые, как полагают учёные, взрывались при контакте с водой. Гипотеза о данном «бульоне» подкрепляется высокой концентрацией хлорид-ионов в окружающих породах. Наличие наносов, скорее всего, также подтверждает эту гипотезу.
Грунт, на 90% состоящая из чистого оксида кремния опалового цвета, был случайным образом раскопан заклинившим правым передним колесом «Спирита»; грунт находился в непосредственной близости от Домашней плиты. Данный грунт, как полагают учёные, сформировался в кислотных гидротермальных условиях, что подтверждают гипотезу о том, что Домашняя плита является следствием взрывов вулканической лавы. Вода также присутствует на плато, но в виде минеральных гидратов.
Начиная с 2008 года учёные считают, что это образование является примером разрушенных, древних, и исчезнувших фумаролов.
- Разрытый грунт, богатый оксидом кремния
- «Спирит» движется в сторону скального обнажения на Домашней плите
- Наносы на Домашней плите
- Скалы около выступающей части Домашней плиты